# الأحسائية
الأحسائية هي صنف من النقوش المكتوبة بخط المسند الجنوبي في شرق الجزيرة العربية؛ وتسمى باسم النقوش الحسائية أو (الأحسائية) نسبة لمنطقة الأحساء ويقدر عددها ببضعة عشرات وتعود إلى الفترة بين القرن الرابع إلى القرن الأول قبل الميلاد. تتركز النقوش الأحسائية بين منطقتي ثاج والقطيف شرق السعودية، بالإضافة إلة عدة نقوش أحسائية مكتشفة حديثاً في مليحة في الإمارات.

## التاريخ

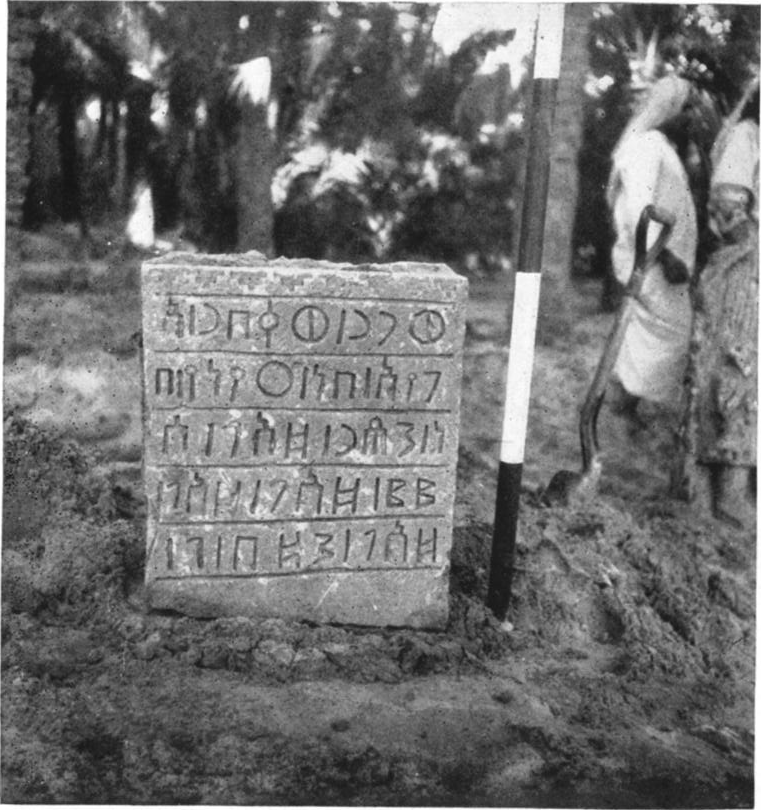
لوح جنائزي مكتوب بالنقش الأحسائي، يعود تاريخه مابين القرن الخامس والسادس الميلاديين. عثر عليه في جزيرة تاروت، المملكة العربية السعودية.

تسمى النقوش بالأحسائية نسبة لمنطقة الأحساء في شرق شبه الجزيرة العربية وقد كتبت في خط المسند، ومعظم لهجات هذه الكتابة هي مرحلة تطور من اللغة المعينية إلى اللغة العربية المعاصرة؛ إذ إن اللهجات المكتوبة تعتبر لهجات معينية متطورة وتتميز بألفاظها وأدواتها وتختلف عن اللغات العربية الشمالية (اللغة النبطية والعربية)؛ وقد كتبت تلك النقوش والنصوص بحروف خط المسند العربية الجنوبية، خط المسند. وقد تم العثور على العديد من النقوش في المنطقة الشرقية والتي كتبت بخط المسند والتي يرجع تاريخها إلى الحقبة ما بين 350 ق م إلى 100 ق م. وغالبية النقوش التي عثر عليها كانت من مدينة ثاج الأثرية إلا أن هناك نقوشاً عثر عليها في القطيف وعين جاوان والعوامية، وقد عثر على نقش واحد من خارج شبه الجزيرة العربية وبالتحديد من الوركاء في العراق. ويعتبر لوريمر أول من أشار إلى تلك النقوش في ثاج وذلك في العام 1908م عند وصف وادي المياه؛ إلا أن وينت يعتبر أول باحث تعرّف على أن هذه النقوش التي كتبت بالخط المسند لا تعتبر فرع مستقل قائم بذاتها محددة على أساس طريقة الكتابة والثقافة والجغرافية، وفي العام 1966م تم تسمية هذه النقوش بالحسائية وذلك من قبل الباحث ألبرت جام.

## خصائص النقوش الأحسائية
تتميز النقوش الأحسائية عن غيرها بالتفريغ الكلي للنقشة والزخرفة للمادة «الجصية» أما بقية النقوش الأخرى تعتمد على حفر النقشة أو الزخرفة ولا تصل إلى حد التفريغ الكلي. النقوش الجصية المحلية تندرج ضمن منظومة الفنون الإنسانية وهي ذات خصائص تحمل معاني فطرية استوحاها الفنان الشعبي من علاقته بالمكان والأرض والبيئة، وبما أن الأحساء إقليم من الأقاليم الإسلامية التي تتميز بكيانها وطابعها الإسلامي المميز فإنه تنتمي معظم سمات نقوشها إلى حضارة الفن الإسلامي كالتوالد والتكرار والتماثل وشغل الفراغ وتحوير العناصر الطبيعية بأشكال زخرفية. ويمكن التعرف على خصائص النقوش الجصية الأحسائية من خلال ما يلي:
- الكثير من الرموز الزخرفية من ابتكارات المزخرف الأحسائي.
- الأحساء كتجمع سكاني -ليس كإمتداد جغرافي- مجتمع مستقل بعيد -إلى حد كبير- عن التغيرات السكانية الكبيرة والهجرات وما يترتب على ذلك من عناصر معمارية وزخرفية غير محلية.[8]

يُعد أشهر نقوش الأحساء: المفتول والحبل.

### لغة النقوش الأحسائية
تتشابه اللغة المعينية الحسائية مع عدد من اللغات العربية الجنوبية التي عرفت بالبائدة وبالتحديد باللغة المعينية التي تكتب في مدينة دادان وبادية الشام واليمن، وتعرف اللغة البائدة أيضاً بلغة النقوش أي أن هذه اللغة لم تعرف إلا من خلال النقوش التي عثر عليها في جنوب الجزيرة العربية وبلاد الشام وقد حاول البعض الربط بين هذه النقوش المسندية والاقوام والشعوب العربية التي كانت تعرف بالبائدة. وتشترك النقوش الاحسائية مع النقوش المسندية الأخرى مثل الثمودية والصفائية والدادانية انها كتبت في لغة واحدة وهي اللغة المعينية؛ حيث تتشابه تلك النقوش في الخط المستخدم وهو خط المسند وعدد الحروف والألفاظ وحتى في عدد كبير من الأسماء، وكذلك تتشابه اللغة المكتوبة في أداة التعريف وهي في حالة نقوش الاحسائية (هن) وكذلك الاسم الموصول فهو في الاحسائية (ذ) للمذكر و (ذت) للمؤنث. بالطبع هناك خصوصيات لكل لهجة من تلك اللهجات المتفرعة من اللغة المعينية.

#### خط المسند
خط المسند هو خط جميل ومنسق، تبلغ حروفه 29 حرفًا صامتًا بزيادة حرف واحد عن الهجائية العربية، وتُقرأ نقوش الخط من اليمين إلى اليسار، وأبرز ما يميزها استخدامها للفاصل الذي يفصل بين كلمة وأخرى مما سهل الكثير على القارئ، كما يمتاز الخط بعدم وجود حروف لأصوات لينة فيها، وعدم تغير شكل الحرف بتغير مكانه، وأداة التنكير هي حرف «الميم» في آخر الكلمة كما في الأوجاريتية والأكادية، وأداة التعريف هي حرف «النون» في آخر الكلمة، ويسمى الخط بـ «الخط المسند الجنوبي» نسبةً لاكتشافه أول مرة في جنوب الجزيرة العربية.
وقد اختُلف في سبب إطلاق اسم الخط المسند عليه، ومن تلك الآراء ما يلي:
- استناد الحروف إلى الفواصل بين الكلمات.
- استناد الحروف بعضها ببعض.
- أن كلمة سند تعني «كَتَبَ» وعليه يكون المسند هو الخط المكتوب.

وسمي خط المسند الذي وجد في إقليم الأحساء بـ «الخط المسند الجنوبي باللهجة الحسائية» لتميُّزه عن غيره من خط المسند وذلك بناءً على بعض الخصائص اللغوية والثقافية والجغرافية للنقوش التي وجدت في إقليم الأحساء.

## النقوش الأحسائية في المعالم التاريخية
من المعالم التاريخية التي تتميز بالنقوش الأحسائية:
- بيت البيعة في حي الكوت
- قصر السراج
- مطار الهفوف
- كثير من منازل الأسر في حي الكوت[6]

## سبب اختفاء النقوش الأحسائية
يجيد عرب كثر النقوش والزخرفة لكن الخاصة ببلدانهم فقط بينما لا يجيدون النقوش الأحسائية، وهو ما ساهم في اختفاء هذه النقوش بالإضافة إلى وفاة وكبر سن كثير من المهرة والمتخصصين من أبناء الأحساء.